# Major Indoor Soccer League (1978)
La Major Indoor Soccer League (dal 1990 semplicemente Major Soccer League, MSL), spesso chiamata MISL I per distinguerla da quella, omonima, istituita nel 2001, fu una lega professionistica che dalla stagione 1978-79 organizzò un campionato di calcio indoor in Nord America: dalla stagione 1985-86, dopo la chiusura della North American Soccer League, la MISL fu riconosciuta dalla USSF  e dalla FIFA come campionato nordamericano di Prima Divisione.
La Lega si sciolse nel 1992 per motivi economici legati alla concorrenza con la rivale National Professional Soccer League II e, dopo la chiusura, alcune delle sue formazioni si affiliarono proprio alla NPSL II.

## Albo d'oro
| Stagione | Campione           |
| -------- | ------------------ |
| 1978-79  | New York Arrows    |
| 1979-80  | New York Arrows    |
| 1980-81  | New York Arrows    |
| 1981-82  | New York Arrows    |
| 1982-83  | San Diego Sockers  |
| 1983-84  | Baltimore Blast    |
| 1984-85  | St. Louis Steamers |
| 1985-86  | San Diego Sockers  |
| 1986-87  | Dallas Sidekicks   |
| 1987-88  | San Diego Sockers  |
| 1988-89  | San Diego Sockers  |
| 1989-90  | San Diego Sockers  |
| 1990-91  | San Diego Sockers  |
| 1991-92  | San Diego Sockers  |